# Oberdan Sallustro
Oberdan Guillermo Sallustro (Asunción, 17 de julio de 1915 - Buenos Aires, 10 de abril de 1972) fue un empresario industrial ítalo-paraguayo, director general de la empresa Fiat Concord en Argentina, que fue capturado y asesinado en 1972 por el ERP (Ejército Revolucionario del Pueblo).

## Biografía
Oberdan Sallustro D'Amato nació en la ciudad de Asunción del Paraguay el 17 de julio de 1915, hijo del matrimonio napolitano conformado por Anna D'Amato y Gaetano Sallustro, quienes en 1899 se habían establecido en esa ciudad, fundando una joyería. La pareja tuvo once hijos, de los que sobrevivieron solo nueve, ya que dos de ellos fallecieron víctimas de la pandemia de gripe española de 1918.
Tres de sus hermanos (Attila, Oreste y Octavio) se destacaron como futbolistas, especialmente Attila, quien fue el primer jugador paraguayo en triunfar en el calcio italiano. Aunque Oberdan no alcanzó fama como deportista, jugó profesionalmente en la Primera División de Paraguay, defendiendo los colores del Club Nacional de Fútbol.
Inicia el primer año de la carrera de abogacía, pero al comenzar la Segunda Guerra Mundial participa como oficial de artillería del ejército italiano en el frente griego. Al finalizar la contienda y mientras trabaja en una empresa industrial, obtiene el doctorado en jurisprudencia en la Universidad de Turín, en el año 1946.
 En ese año, asume funciones de Agregado Comercial en la Embajada de Italia en Asunción, cargo en el que permanece solamente un año, para luego acompañar a una delegación de la Fiat de Turín que viajó a la Argentina con el propósito de estudiar la instalación de una fábrica en ese país.

## Secuestro y asesinato
El 21 de marzo de 1972 Sallustro es secuestrado en las inmediaciones de su domicilio por una célula de la organización guerrillera Ejército Revolucionario del Pueblo (ERP) integrada por Mario Raúl Klachko, Benito Urteaga y Roberto Coppo, supervisada por Joe Baxter y liderada por Osvaldo De Benedetti. Otros participantes directos del secuestro de Sallustro fueron Ángel (Gordo) Averame, Elena Codan, desaparecida en 1977 por la dictadura llamada "Proceso de Reorganización Nacional", Carlos Tomás Ponce de León, José Luis Da Silva Parreira, su hermana Elena María y su esposa Mirta Adriana Mitidiero, todos también miembros del PRT-ERP.  Ponce de León afirmaría ante el periodista e historiador Marcelo Larraquy: 
El objetivo era secuestrarlo por 48 horas y pedir cinco puntos: un millón de dólares para el PRT, un millón de dólares para reparto, reincorporación de los obreros de la FIAT, la liberación de los detenidos de Sitrac-Sitram (de la corriente sindical clasista) y la salida de la Gendarmería de la fábrica (en Córdoba). No había más. 
Encerrado en una denominada cárcel del pueblo sita en la calle Castañares 5413 del barrio de Lugano de la ciudad de Buenos Aires, fue asesinado de cuatro balazos el 10 de abril de 1972 por alguno de sus carceleros (Mario Raúl Klachko, su mujer, la brasileña Guiomar Schmidt, Juan Manuel Carrizo (a. "El Flaco", "Francisco"), Roberto Coppo (a. "Teniente Bartolo") y Benito Urteaga (a. "Mariano") cuando la guarida fue descubierta por la Policía Federal.

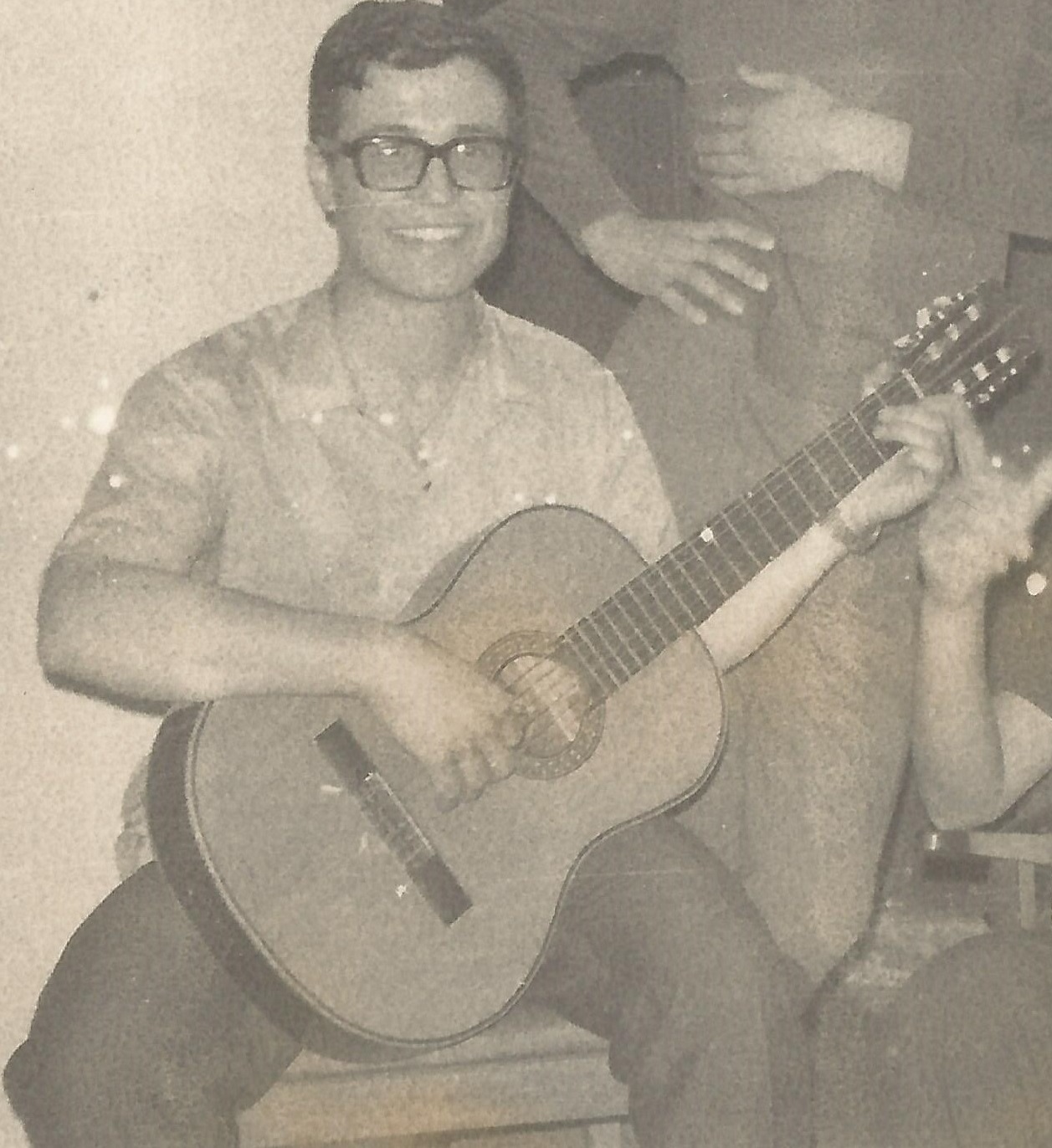
José Luis Da Silva Parreira, uno de los secuestradores de Sallustro, seminarista.

En una entrevista dada años después, el líder del ERP Enrique Gorriarán Merlo intentó justificar este asesinato afirmando que "uno de los compañeros interpretando mal una orden que evidentemente estaba mal dada, disparó sobre Sallustro. Fue un grave error". Su secuestro y muerte tuvo gran impacto en la opinión pública.

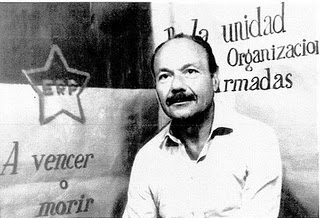
Sallustro en manos del ERP, luego sería asesinado por sus captores

## CamiónFiat 673"Sallustro"
Pocos años después del asesinato de Sallustro, Fiat Argentina lo homenajea denominando a su nuevo desarrollo, el camión Fiat 673 con su nombre. Este camión tenía severas deficiencias en su motor, (una versión del OM CP3) que principalmente tendía a recalentar. Rápidamente los camioneros y mecánicos argentinos lo bautizan "la Venganza de Sallustro". Desde ese entonces, cualquier modelo de Fiat o IVECO que presente algún problema o defecto mecánico es apodado de ese modo.

## Origen del nombre
El nombre "Oberdan Guillermo" fue escogido por sus padres en honor al patriota italiano Guglielmo Oberdan, ejecutado en Trieste en 1882 por conspirar sin éxito contra la vida del emperador Austro-Húngaro Francisco José, convirtiéndose en un mártir del irredentismo italiano.

## Distinciones
- En 1967 se le otorga por unanimidad la Medalla de Oro del Instituto Italiano para las Relaciones Internacionales.[6]
- En 1968 fue condecorado por el Papa Paulo VI con la Pontificia Orden de San Gregorio Magno.

## Libros Escritos
Conflictos de ciudadanía y doble ciudadanía, Asociación Dante Alighieri, Buenos Aires, 1960.
- Carnovale, Vera (2007). «Las ejecuciones del PRT-ERP». Lucha armada en la Argentina. año 3 (8): 4.
- Historia del peronismo. La violencia (1956-1983) págs. 243-244. Buenos Aires. Javier Vergara Editor. 2008. ISBB 978-950-15-2433-8.